# Малки разговори
„Малки разговори“ е български игрален филм (драма) от 2007 година на режисьора Владимир Краев, по сценарий на Владимир Ганев. Оператор е Светлана Ганева. Музиката във филма е композирана от Божидар Петков.

## Актьорски състав
- Йоана Буковска
- Ивайло Христов
- Диана Добрева
- Юрий Ангелов
- Ицхак Финци
- Иван Стоев
- Валентин Танев
- Биляна Казакова